# Velika Grabovnica (Brus)
Velika Grabovnica (en serbio cirílico : Боранци) es un pueblo de Serbia, situado en el municipio de Brus, en el distrito de Rasina. En el censo de 2011 contaba con 582 habitantes.

## Demografía
| 1948 | 1953 | 1961 | 1971 | 1981 | 1991 | 2002 | 2011 |
| ---- | ---- | ---- | ---- | ---- | ---- | ---- | ---- |
| 748  | 768  | 791  | 733  | 691  | 627  | 651  | 582  |